# Association nationale de la recherche et de la technologie
Pour les articles homonymes, voir ANRT.
 (octobre 2023).
Créée en 1953, l'Association nationale de la recherche et de la technologie (ANRT) rassemble les acteurs publics et privés de la Recherche et développement (R&D) en France. Son objectif est d’aider à améliorer l’efficacité du système français de recherche et d’innovation et en particulier les relations public-privé.
Ses trois actions principales sont les Conventions CIFRE, la plate-forme de prospective FutuRIS et, l’amélioration des pratiques de recherche partenariale.

## Historique
L'Association nationale de la recherche et de la technologie (ANRT) est née en 1953 de la transformation d'un "comité français de liaison des centres et instituts de recherche technique" en une association au champ d'intervention plus large[source insuffisante]. La décision de cette transformation a été prise, avec l'encouragement des pouvoirs publics, à l'occasion des études pour le développement de la recherche en France, entreprise par le Gouvernement dans le cadre du deuxième Plan de modernisation et d'équipement. L'arrêté ministériel du 16 octobre 1953 qui la reconnaissait comme représentative de la recherche technique en France lui donnait comme but "d'assurer la promotion de la recherche technique, aider ses membres collectivement dans leurs activités de R&D, les représenter auprès des pouvoirs publics, des organismes français et internationaux".
Régie par la loi de 1901 sur les associations, l'ANRT est gouvernée par un Conseil d'administration dans lequel siège un commissaire du Gouvernement. Le premier Président du Conseil d'administration a été Auguste E. Le Thomas, le fondateur de l'ANRT, alors administrateur directeur général du Centre technique des industries de la fonderie.
Elle est présidée depuis décembre 2019 par Patrice Caine, PDG de Thales.

## Dispositifs et services
- Convention industrielle de formation par la recherche (CIFRE)
- FutuRIS
- Service Europe de l'ANRT

## Groupes de travail
- Objectif Lune
- SNRE - Transition Energétique
- SFRI - Recherche & Innovation
- Ville Durable - Transition Ecologique
- Numérique

## Personnalités liées à l'ANRT
- Patrice Caine, président depuis 2019
- Louis Gallois, président du conseil de surveillance[4]
- Thierry Breton, ancien président de l'Association[5]

En outre, les personnalités suivantes sont ou ont été membres du conseil d'administration :
- Bernard Bigot ;
- Alain Fuchs ;
- Luc Oursel, ancien président ;
- Denis Ranque ;
- Didier Roux ;
- Jean-Loup Salzmann ;
- André Syrota.